# 이원초등학교 (충북)
이원초등학교는 대한민국 충청북도 옥천군 이원면 강청리에 있는 공립 초등학교이다.

## 학교 연혁
- 1920년 4월 1일 이원공립보통학교(4년제) 설립인가
- 1927년 4월 1일 6년제 개편
- 1938년 4월 1일 교명 변경(이원공립심상소학교)
- 1941년 4월 1일 교명 변경(이원공립국민학교)
- 1981년 3월 1일 병설유치원 개원
- 1993년 12월 31일 본관 신축공사 완공
- 1996년 3월 1일 교명 변경(이원초등학교)
- 1999년 9월 1일 지탄분교장 편입
- 2012년 3월 1일 지탄분교장 통합
- 2014년 2월 19일 제93회 졸업 (총 9,350명)
- 2014년 3월 1일 대성초등학교 통합
- 2015년 3월 1일 제29대 이정자 교장 부임

## 참고 자료
- 이원초등학교 - 한국교육학술정보원 학교알리미